# Алексино (Кольчугинский район)
Алексино — село в Кольчугинском районе Владимирской области России, входит в состав Ильинского сельского поселения.

## География
Село расположено на берегу реки Пекша (приток Клязьмы) в 8 км на северо-запад от центра поселения посёлка Большевик, в 13 км на север от райцентра города Кольчугино.

## История
В первый раз село Алексино упоминается в документах начала XIV века как вотчина Великих князей московских. Великий князь Иван Данилович Калита в духовной грамоте 1328 года завещал "село Алексинское сыну своему Ивану". Ещё Иван Калита в своей грамоте 1328 года назвал Алексино селом, это указывает на то, что церковь здесь уже была. В патриарших окладных книгах 1628 года значится "церковь Николы Чудотворца в селе Алексине". В середине XVIII века кроме Никольского престола в церкви были придельные престолы в честь Введения во храм Пресвятой Богородицы и Казанской иконы Божией матери. Церковь была деревянной и в 1873 году разобрана за ветхостью. Ныне существующая церковь Введения во храм Божией Матери построена в 1872 году. В тот же год освящён главный престол. В 1873 году освящён престол во имя во имя Святителя Николая Мирликийского и в 1875 году - в честь Казанской иконы Божией Матери. В советское время храм был закрыт и разорён.
В конце XIX — начале XX века село входило в состав Давыдовской волости Юрьевского уезда, с 1924 года — в Кольчугинской волости Александровского уезда. 
С 1929 года село входило в состав Золотухинского сельсовета в составе Кольчугинского района, позднее вплоть до 2005 года село входило в состав Ильинского сельсовета (с 1998 года — сельского округа).

## Население
| 1859 |
| ---- |
| 244  |

| 1859 | 1905 | 2002 | 2010 | 2021 |
| ---- | ---- | ---- | ---- | ---- |
| 244  | ↗355 | ↘22  | ↘16  | ↗39  |

## Достопримечательности
В селе находится недействующая Церковь Введения во храм Пресвятой Богородицы (1872).